# パーサくん
パーサくんは、Jリーグチーム京都サンガF.C.のマスコットである。本項目においては、同じく京都サンガF.C.のマスコットであるコトノちゃんについても説明する。

## 経歴
1995年誕生。平等院や金閣寺の鳳凰と、不死鳥をモデルとして制作され、一般公募により当時のチーム名「パープルサンガ」から取って名付けられた。チームカラーでない身体の赤い色は、情熱と行動力が燃え上がり、アグレッシヴな様を表している。

## 活動内容
京都サンガのホームゲームに必ず登場し、選手・審判の入場時に先導役を務める他、ハーフタイムにはスタンドを周回して観客を楽しませる。またホームタウン内にて開催されるイベントにも出演している。
2009年には他クラブのマスコット宛に手紙を書いたが、手紙を読んだふろん太が困惑、また手紙の文体をフォーレちゃんに酷評された。

## コトノちゃん
2003年にパーサくんの友達として登場。当初無名のまま京都ホームゲーム会場に姿を現していたが、同年8月に一般公募により「古都京都」にちなんで名付けられた。